# Parque natural lombardo del Valle del Ticino
El Parque natural lombardo del Valle del Ticino (en italiano, Parco naturale lombardo della Valle del Ticino) es un área protegida de la región italiana de Lombardía. Fue creado el 9 de enero de 1974, y es el parque regional más antiguo de Italia. Está situado por completo dentro de Lombardía e interesa las provincias de Milán, Pavía y Varese, en una extensión de 91.410 hectáreas comprendida entre el lago Mayor y el Po.

El parque limita con el Parque natural del Valle del Ticino en el Piamonte, creado en el año 1978. En 2022 la UNESCO incluyó los dos parques en la Reserva de la biosfera.